# Thüringenschanze
Die Thüringenschanze, bis 1945 Hindenburgschanze genannt, war eine Skisprungschanze in Oberhof im Thüringer Wald. Die von 1925 bis 1927 errichtete Großschanze gehörte hinsichtlich der erreichbaren Sprungweiten über 50 Jahre lang zu den größten Schanzen in Deutschland. Sie lag am Westhang des Wadeberges neben der Jugendschanze am Ortsrand von Oberhof. Auf ihr wurden die Sprungwettbewerbe der Nordischen Skiweltmeisterschaft 1931 und zahlreiche weitere Sprungwettbewerbe mit internationaler Beteiligung ausgetragen. Der Konstruktionspunkt (K-Punkt), die Größenangabe, für welche Weite eine Sprungschanze ausgelegt ist, lag nach mehreren Um- und Ausbauten zuletzt bei 82 Metern und der Schanzenrekord, aufgestellt von Jens Weißflog im Jahre 1981, bei 83,5 Metern. Sie wurde 1986 abgerissen.

## Lage
Die Sprungschanze befand sich am nordwestlichen Ortsrand von Oberhof an der Crawinkler Straße, der Landesstraße 1128 von Oberhof nach Ohrdruf. Sie nahm den südwestlichen Hang des 827,3 Meter hohen Schloßbergkopfs am Wadeberg ein und lag etwa 750 Meter über Normalnull. Direkt neben der Schanze befand sich der Anlauf der Wadebergbobbahn.

## Beschreibung

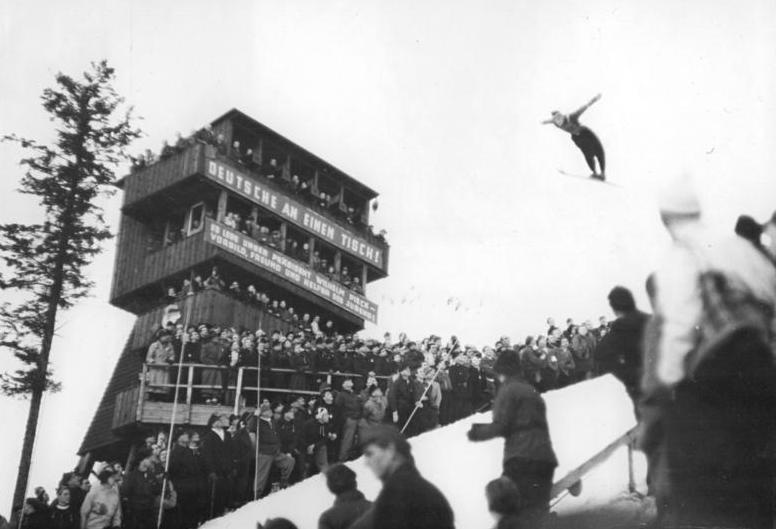
Kampfrichterturm und Springer im Jahre 1951

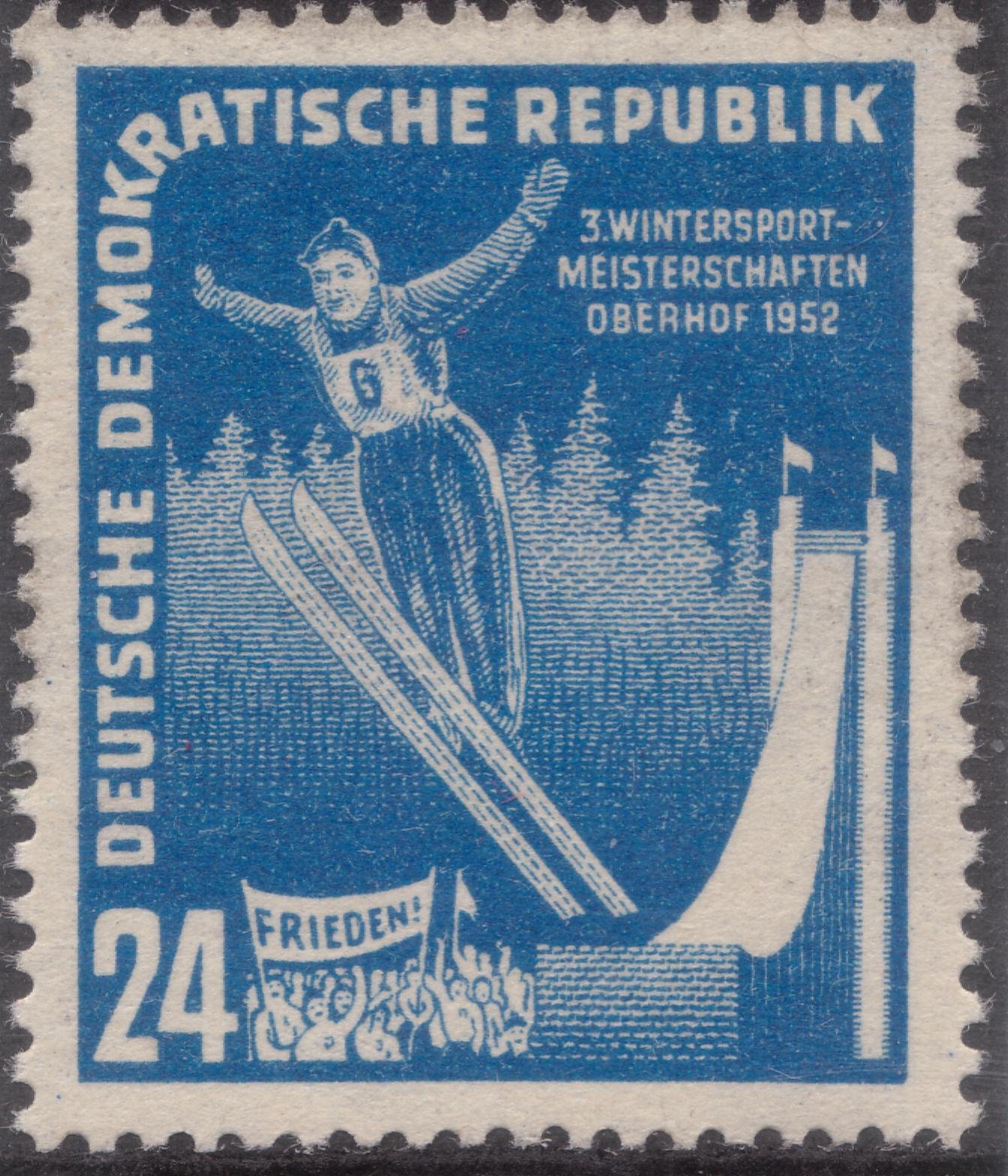
24-Pf-Briefmarke der DDR-Post zu den Wintersportmeisterschaften der DDR in Oberhof 1952

Für die Zuschauer gab es Erdtribünen im Auslaufbereich und Holztribünen zu beiden Seiten des oberen Aufsprunghanges. Der Normpunkt der Schanze (P-Punkt) lag nach den letzten Umbauten bei 66,5 Metern. Der Aufsprungbereich begann bei 47 Metern bei einer Hangneigung von 38° und ging nach weiteren 36 Metern in den Auslauf über. Die erreichbaren Sprungweiten lagen bei 80 Metern bei durchschnittlichen Absprunggeschwindigkeiten von 80 bis 90 Kilometern pro Stunde. Die Schanze hatte einen 24 Meter hohen Anlaufturm in Holzbauweise, der die 97 Meter lange Anlaufspur aufnahm. Im Gegensatz zum künstlich angelegten Anlaufbereich befand sich der Aufsprungbereich vollständig im Naturhang. Die Gesamthöhe der Schanze lag bei 99, die Gesamtlänge bei 325, die Höhe des Schanzentisches bei 4,3 Metern. Der Aufsprungbereich war mit Kunststoffmatten belegt, so dass ein Springen ohne Schnee möglich war. Die Matten wurden vor dem Springen befeuchtet und hatten dadurch ähnliche Gleiteigenschaften wie Schnee. Der mehrstöckige Kampfrichterturm aus Holz hatte vier Balkone, wobei der oberste den Sprungrichtern vorbehalten war. Die Schanze war „Eigentum des Volkes“; Rechtsträger war der Rat der Gemeinde Oberhof.

## Geschichte
Die erste Schanze in Oberhof wurde 1906 errichtet und lag an der Tambacher Straße. Am Wadeberg wurde 1908 mit der heutigen Jugendschanze (HS 69) die erste Schanze errichtet. Diese wurde 1951/52 völlig neu gebaut und 1954 mit Matten belegt. Auf ihr fand das erste Mattenspringen der Welt statt. Anfang der 1920er Jahre ließ die Jugendschanze Spitzenweiten von knapp 30 Metern zu.

### Hindenburgschanze (1925 bis 1945)

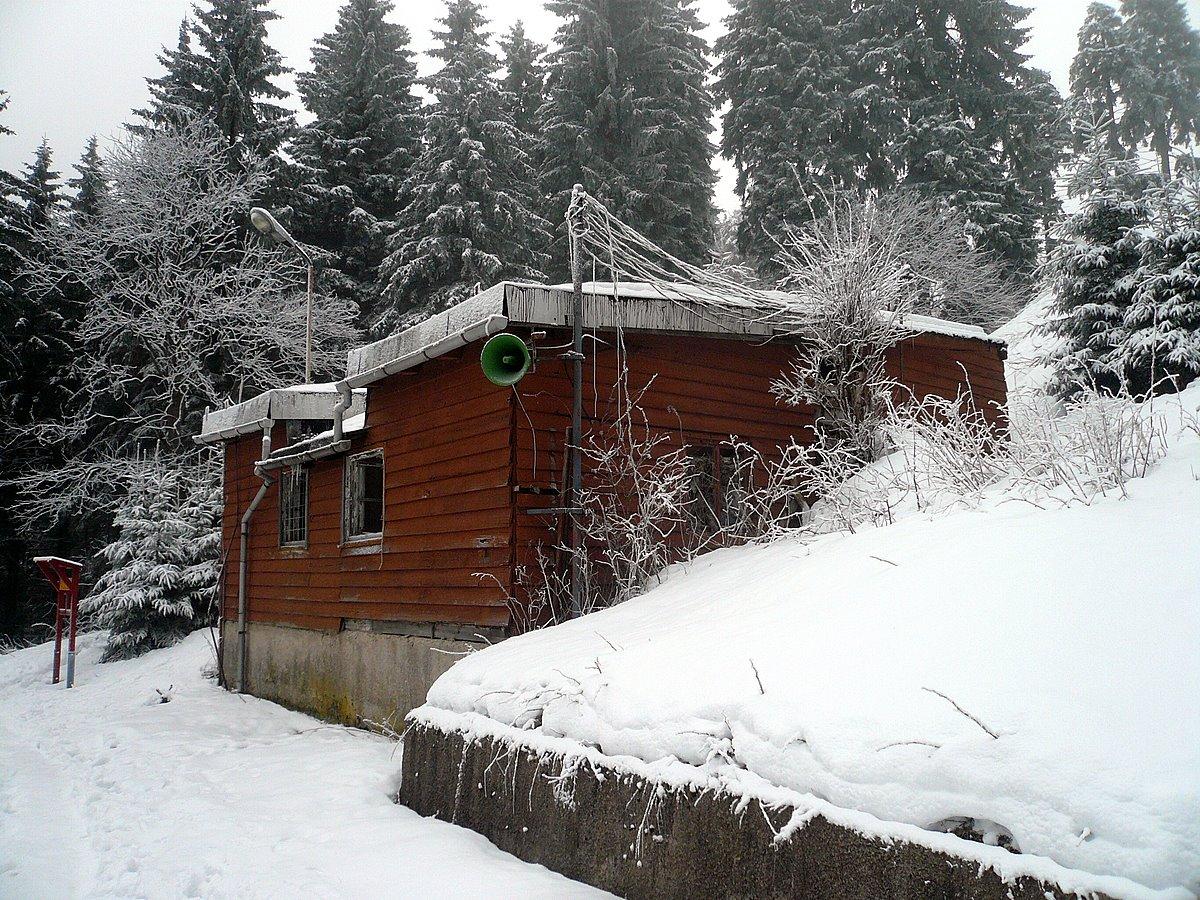
Schanzentisch im Jahre 2008

#### Die ersten Jahre
Um in Oberhof größere Sprungwettbewerbe ausrichten zu können, plante man eine größere Schanze. Hierzu pachtete die Wintersportvereinigung Oberhof ab 1. Oktober 1924 vom Thüringer Forstamt Crawinkel eine etwa 0,5 Hektar große Waldfläche. Mit dem Bau der Sprungschanze wurde im Jahre 1925 begonnen. Eingeweiht wurde sie am 22. Dezember 1927 als Hindenburgschanze. Benannt wurde die Schanze nach dem Reichspräsident Paul von Hindenburg. Der Landebereich der Schanze lag zwischen 25 und 60 Metern, der steilste Bereich des Aufsprunghanges zwischen 50 und 58 Metern. Die Anlauflänge betrug 97 und der Auslauf 118 Meter. Die Gesamthöhe der Schanze lag bei 81 Metern. Die Schanze hatte eine neuartige Sprungweiten-Anzeige auf Höhe der 50-Meter-Marke. Diese bei den Holmenkollen-Skispielen erprobte Anzeige war aus Norwegen bezogen worden und war die erste in Mitteleuropa. Die Einweihung sollte im Rahmen eines Sprunglaufes um den Ehrenpreis Sr. Exzellenz von Hindenburg stattfinden. Tage vorher eingetretenes Tauwetter ließ jedoch kein Springen zu. Das internationale Eröffnungsspringen fand schließlich am 5. Februar 1928 mit den Thüringischen Meisterschaften vor etwa 30.000 Zuschauern statt. Der Norweger Sverre Jensen siegte mit dem ersten Schanzenrekord von 45 Metern. Zweiter wurde Gustav Scherschmidt aus Oberschönau mit einer Weite von 39 Metern.

#### Austragungsort der Weltmeisterschaft 1931
Oberhof wurde im Jahre 1930 vom FIS-Kongress von Oslo als Gastgeber der FIS-Rennen (später: Nordische Skiweltmeisterschaften) bestimmt. Der Ort wurde während der Wettbewerbe mit Schneefiguren, Empfangsbögen an den Straßeneingängen und Häuserschmuck versehen. Vom 13. bis 15. Februar 1931 fanden auf der Hindenburgschanze die Sprungentscheidungen der FIS-Rennen statt. Das Spezialspringen am 15. Februar verfolgten etwa 30.000 Zuschauer, die mit 2000 Personenkraftwagen, 26 Sonderzügen, zehn Pendelbussen, mit Pferdeschlitten, mit Skiern oder zu Fuß angereist waren. Die Mitteldeutsche Zeitung schrieb darüber am 17. Februar 1931: „Oberhof hatte am Sonntag den größten Tag seiner Kurortgeschichte. Oberhofs Name klingt heute durch die ganze Welt.“ Sieger im Spezialsprunglauf wurde der Norweger Birger Ruud mit Weiten von 58,5 und 56,5 Metern vor Fritz Kaufmann aus der Schweiz und Sven Eriksson aus Schweden. In der Nordischen Kombination hatten am Vortag die Norweger Johan Grøttumsbråten vor Sverre Kolterud und Arne Rustadstuen gewonnen.

#### Wettbewerbe in der Zeit des Nationalsozialismus
Im Jahre 1932 wurden bei den Thüringischen Skimeisterschaften die Sprungwettbewerbe auf der Schanze durchgeführt. Zum Neujahrsspringen 1934 erreichte der Oberhofer Paul Henkel mit 65 Metern eine dort noch nicht erreichte Weite, stürzte jedoch. Den weitesten gestandenen Sprung erzielte Oskar Weisheit aus Oberschönau mit 55 Metern. Der Thüringer Wintersport-Verband wurde im Jahre 1933 in Ski-Gau VI umbenannt, später wurde auch der Wintersport militarisiert. In den Jahren 1937 und 1938 wurde die Schanze für die NS-Winterkampfspiele umgebaut, indem sie zurückverlegt und erhöht und die Anlaufbahn höher gelegt wurde. Die Kosten der Umbauarbeiten beliefen sich auf etwa 31.000 Reichsmark. Die Schanze ermöglichte danach Weiten um 70 Meter. Gleichzeitig wurden die Tribünen erheblich erweitert und konnten nun rund 70.000 Zuschauer aufnehmen. Vom 18. bis 20. Februar 1938 fanden die Winterkampfspiele mit einem Spezialsprunglauf auf der Hindenburgschanze statt.
Vom 3. bis 5. Februar 1939 wurden auf der Schanze die Wehrmachts-Skimeisterschaften ausgetragen.
Im Jahre 1939 wurden in Oberhof die Deutschen Skimeisterschaften durchgeführt, bei denen Josef Bradl aus Salzburg im Springen und Gustav Berauer in der Nordischen Kombination gewannen und Großdeutsche Meister wurden. Neujahr 1940 fand im Zweiten Weltkrieg auf der Schanze das letzte Springen statt, an dem die deutschen Spitzenspringer teilnahmen, mit dem Sieger Rudi Gering (aus Gehlberg) vor Hans Marr, aus Oberhof. Im Jahre 1941 wurden die Sprungwettbewerbe der Thüringischen Skimeisterschaften auf der Schanze durchgeführt, wobei der Gefreite Heinz Holland aus Schmiedefeld am Rennsteig gewann. Danach fanden in Oberhof keine Sportveranstaltungen mehr statt; immer mehr Kriegsverwundete kamen bis 1945 in die dortigen Lazarette. Allerdings fanden auch Ende Dezember 1941 noch Sprungwettbewerbe statt, bei denen Mitglieder der Nationalmannschaft teilnahmen: Sieger wurde Josef Bradl mit Sprungweiten von 65 und 68 m; zusammen mit Josef Haslinger und Franz Mair errang er auch den Mannschaftssieg.

### Thüringenschanze (1945 bis 1986)

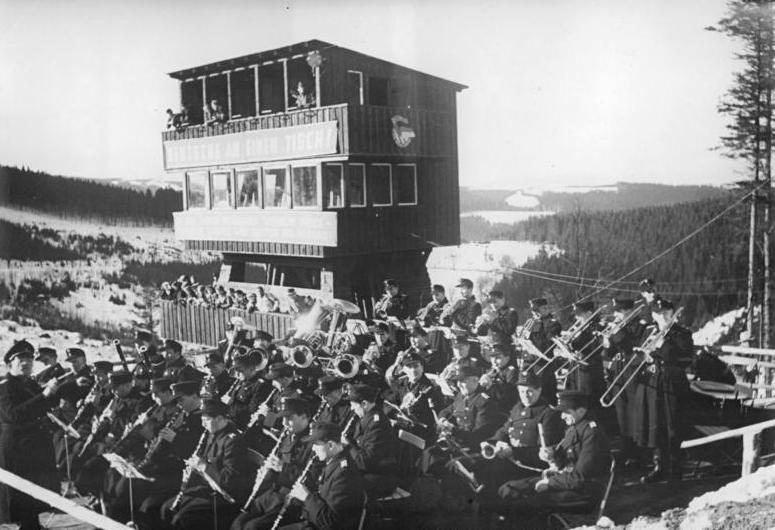
Orchester der Berliner Volkspolizei im Jahre 1951

#### Wiedereröffnung in Nachkriegsdeutschland
Nach dem Ende des Zweiten Weltkriegs wurde die Schanze in Thüringenschanze umbenannt. Durch die mehrjährige Ruhephase war die Schanze baufällig geworden. Einwohner von Oberhof hatten die Bretterbeläge des Anlaufturms als Brennholz verwendet. Die Thüringenschanze wurde vom Herbst 1948 an renoviert, was sich auf rund 5090 Arbeitsstunden und Kosten in Höhe von etwa 15.000 DM belief. Ein glücklicher Umstand war die Tatsache, dass der Unterbau der Schanze trotz jahrelanger fehlender Instandsetzung nicht morsch geworden war. Dagegen nahm die Wiederherrichtung des von 32 Grad auf 25 Grad Neigung ausgewaschenen Schanzenprofils einen Großteil der Arbeiten in Anspruch, in dessen Verlauf insgesamt 100 Kubikmeter Erde bewegt wurden. Als Hauptproblem für die 50 Arbeiter und zehn Aktivisten erwies sich dabei der Transport der Erdmassen, da nur Pferdefuhrwerke zur Verfügung standen.
Vom 11. bis 15. Februar 1949 fanden die 1. Meisterschaften der sowjetischen Besatzungszone (Ostzonenmeisterschaft) im Wintersport mit 450 Teilnehmern statt, die mit großem Aufwand vorbereitet worden waren. Nach der Weltmeisterschaft 1931 war dies die größte sportliche Veranstaltung in Oberhof. Anwesend waren mit Wilhelm Pieck, Walter Ulbricht, Otto Grotewohl und Erich Honecker die führenden Politiker der sowjetischen Besatzungszone sowie Vertreter der Sowjetischen Militäradministration in Deutschland (SMAD). Den Sprunglauf auf der renovierten Thüringenschanze gewann vor etwa 15.000 Zuschauern Franz Knappe aus Geschwenda. Sieger in der Nordischen Kombination wurde Herbert Leonhardt aus Mühlleithen.

#### Austragungsort der DDR-Meisterschaften

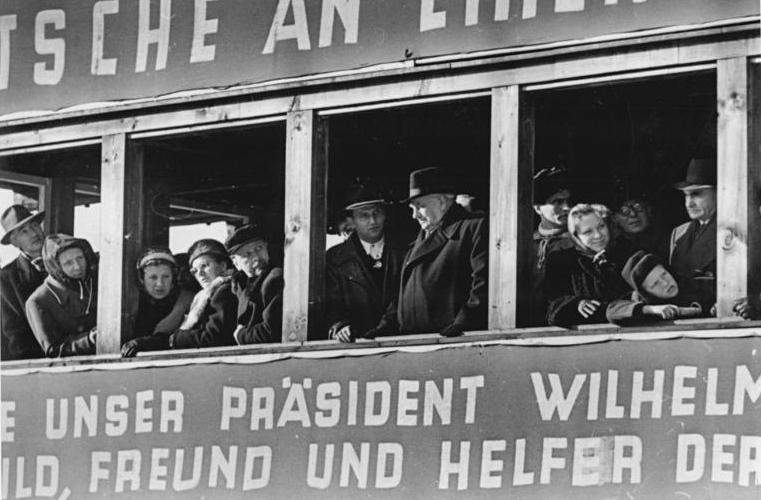
Walter Ulbricht und Wilhelm Pieck auf der Ehrentribüne im Jahre 1951

In den Jahren 1950 und 1951 wurde die Schanze grundlegend instand gesetzt und ein mehrstöckiger Kampfrichterturm errichtet. Das Schanzenprofil wurde mehrmals verändert, so dass später Weiten um 80 Meter möglich waren. Von 1951 bis 1956 fanden dort jeweils im Februar die DDR-Skimeisterschaften in den nordischen Skidisziplinen statt. Da bei den letzten Meisterschaften das Zuschauerinteresse nachließ, wurden nach 1956 die Austragungsorte gewechselt. Zu den Skimeisterschaften vom 11. bis 18. Februar 1951, die der Präsident der DDR, Wilhelm Pieck, eröffnete, kamen an einem Wochenende bis zu 120.000 Zuschauer, die unter anderem mit 48 Sonderzügen, zahlreichen Autobussen und anderen Verkehrsmitteln anreisten. Die Gemeinde Oberhof war mit den enormen Zuschauermassen teilweise überfordert, sämtliche Hotels und Heime waren ausgebucht, bei der Abreise kam es zu starken Verzögerungen. Daraufhin beschloss die Führung der Sozialistischen Einheitspartei Deutschlands (SED) in Berlin, dass zukünftig bei Sportveranstaltungen nicht mehr als 60.000 Zuschauer zugelassen werden sollten. An den Skimeisterschaften im Jahre 1954 nahmen Sportler aus Frankreich, Polen, Ungarn und Westdeutschland teil, weshalb diese Meisterschaften einen höheren Stellenwert hatten. Anwesend war auch der Präsident der Volkskammer der DDR, Johannes Dieckmann.

#### Weitere Wettbewerbe

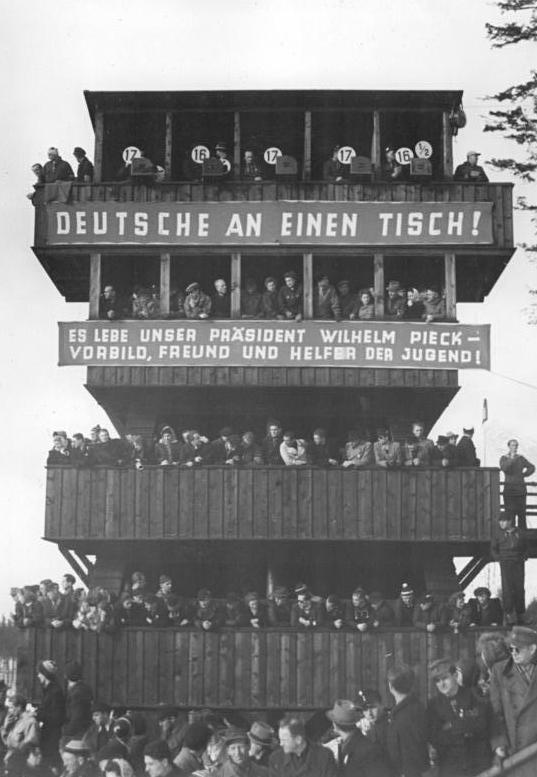
Kampfrichterturm mit Spruchparolen im Jahre 1951

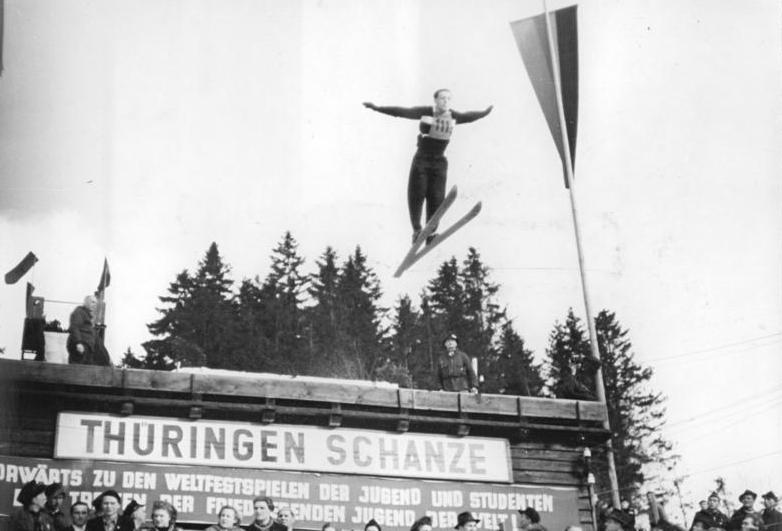
Springer im Jahre 1951

Bis in die 1970er Jahre fand auf der Sprungschanze das Weihnachtsspringen mit internationaler Beteiligung statt. Im Jahre 1955 wurde die Schanze mit Matten belegt. Ab Mitte der 1950er Jahre wurden die Internationalen Oberhofer Wintersportwochen mit den Sprungwettbewerben auf der Thüringenschanze durchgeführt. Am 28. Dezember 1955 fand auf der Thüringenschanze die erste Olympiaausscheidung zwischen BRD- und DDR-Skispringern für die erste gemeinsame Olympiamannschaft der Olympischen Winterspiele 1956 in Cortina d’Ampezzo statt, an der 37 Springer teilnahmen. Im Januar 1960 wurden auf der Sprungschanze erneut Ausscheidungswettkämpfe für die Olympischen Winterspiele 1960 in Squaw Valley ausgetragen. Der spätere Olympiasieger Helmut Recknagel aus Steinbach-Hallenberg gewann den Sprunglauf.

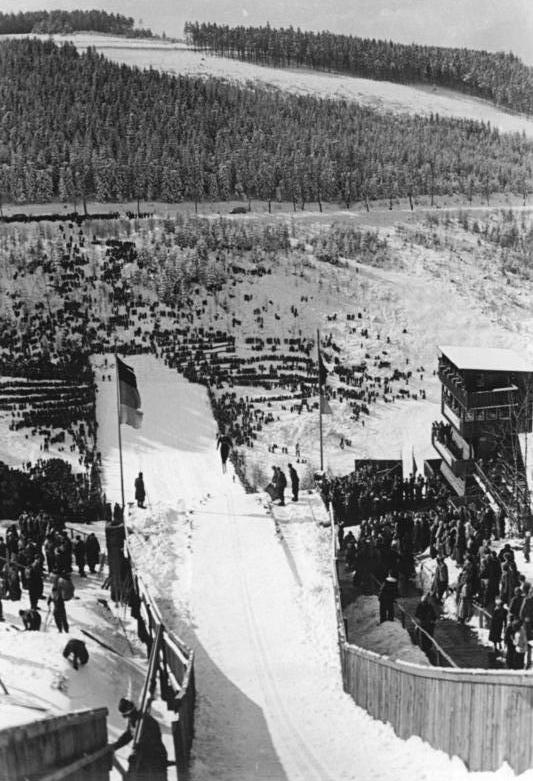
Blick vom Schanzenturm 1954

Nach der Einweihung der Hans-Renner-Schanze Anfang der 1960er Jahre, die Sprünge über 110 Meter ermöglichte, wurde es um die Thüringenschanze ruhiger. Größere Sprungwettbewerbe fanden danach nur noch selten statt. Sie diente fortan überwiegend als Trainingsschanze. 1964 lag der Schanzenrekord bei 78,5 Metern. Vom 21. bis 25. Februar 1968 fand in Oberhof und Goldlauter die 2. Zentrale Kinder- und Jugendspartakiade in den Wintersportarten statt, wobei die Sprungwettbewerbe auf der Thüringenschanze ausgerichtet wurden. Beim Springen kam es beinahe zu einem Unglück. Der 17-jährige spätere Olympiasieger Hans-Georg Aschenbach aus Brotterode verlor unmittelbar nach dem Absprung vom Schanzentisch beide Skier. Er flog durch die Luft und landete bei einer Weite von 42,5 Metern, rutschte den Aufsprunghang auf den Schuhsohlen hinab und fiel dort erst hin.

#### Nutzung als Trainingsschanze und späterer Abriss
Vom 19. bis 21. Juli 1977 wurden bei einer Überprüfung der wichtigsten Schanzen der DDR Mängel an der Thüringenschanze festgestellt. Zu den 15. Oberhofer Skispielen sprang der 16-jährige Jens Weißflog aus Oberwiesenthal im Februar 1981 mit 83,5 Metern den letzten Schanzenrekord. Nach der Fertigstellung der Normalschanze (K 90) im Kanzlersgrund Mitte der 1980er Jahre wurde auch das Sprungtraining auf der Thüringenschanze eingestellt. Der 24 Meter hohe Holzanlaufturm wurde im Jahre 1986 abgerissen, nachdem sich niemand in der Lage gesehen hatte, das aufwändige Bauwerk, das für das Springen nicht mehr benötigt wurde, zu erhalten. Zu diesem Zeitpunkt hatte die Thüringenschanze ein nach der Internationalen Skiwettkampfordnung (§ 414) der Fédération Internationale de Ski (FIS) bis 1991 gültiges Schanzenzertifikat (Schanzenprofilbestätigung), das Wettkämpfe mit internationaler Beteiligung erlaubte. Gelistet war die Schanze bei der FIS mit der Zertifikatsnummer 53/DDR 2 bei einem Normpunkt von 67 und einem K-Punkt von 82 Metern. Gegenwärtig sind nur noch der verwilderte Aufsprung- und Gegenhang sowie der Schanzentisch zu erkennen.

## Technische Daten
| Thüringenschanze (Jahr 1964)               | Thüringenschanze (Jahr 1964) |
| Anlauf                                     | Anlauf                       |
| ------------------------------------------ | ---------------------------- |
| Turmhöhe                                   | 42 m                         |
| Anlauflänge                                | 97 m                         |
| Neigung des Anlaufs (γ)                    | 30°                          |
| Anlaufgeschwindigkeit                      | 85 km/h                      |
| Schanzentisch                              |                              |
| Tischhöhe                                  | 4,3 m                        |
| Neigung des Schanzentisches (α)            | 6,5°                         |
| Aufsprung                                  |                              |
| Konstruktionspunkt                         | 82 m                         |
| Längendifferenz Tischkante bis K-Punkt (n) | 56,4 m                       |
| Verhältnis Höhen- zu Längendifferenz (h/n) | 0,55                         |
| K-Punkt Neigungswinkel (β)                 | 38,0°                        |
| Auslauf                                    |                              |
| Länge des Auslaufs                         | 118 m                        |
| Größe                                      |                              |
| Gesamthöhe der Anlage                      | 99,0 m                       |
| Gesamtlänge der Anlage                     | 325 m                        |
| Schanzenrekord                             | 83,5 m                       |

| Hindenburgschanze (etwa 1930)              | Hindenburgschanze (etwa 1930) |
| Anlauf                                     | Anlauf                        |
| ------------------------------------------ | ----------------------------- |
| Turmhöhe                                   | 29 m                          |
| Anlauflänge                                | 97 m                          |
| Neigung des Anlaufs (γ)                    | 26 %                          |
| Anlaufgeschwindigkeit                      | –                             |
| Schanzentisch                              |                               |
| Tischhöhe                                  | –                             |
| Neigung des Schanzentisches (α)            | 2–3 %                         |
| Aufsprung                                  |                               |
| Konstruktionspunkt                         | –                             |
| Längendifferenz Tischkante bis K-Punkt (n) | –                             |
| Verhältnis Höhen- zu Längendifferenz (h/n) | –                             |
| K-Punkt Neigungswinkel (β)                 | 37–38 %                       |
| Auslauf                                    |                               |
| Länge des Auslaufs                         | 118 m                         |
| Größe                                      |                               |
| Gesamthöhe der Anlage                      | 81,36 m                       |
| Gesamtlänge der Anlage                     | –                             |
| Schanzenrekord                             | –                             |

## Weitere Schanzen
In direkter Nachbarschaft zur Thüringenschanze bildeten weitere Schanzen zusammen die Schanzenanlage am Wadeberg. Links vom Aufsprunghang der Thüringenschanze lag die Jugendschanze (HS 69), rechts befand sich die 1952 erbaute Pionierschanze für Weiten bis etwa 25 Meter. Auf ihrem Aufsprunghang wurde später die Kinderschanze mit einem K-Punkt von 13 Metern errichtet. Am Gegenhang, schräg gegenüber der Thüringenschanze, befanden sich zwei Schülerschanzen (auch Spartakiadeschanzen genannt), die in den Jahren 1976 (HS 50) und 1982 (HS 36) errichtet wurden. Alle vier Schanzen waren mit Matten belegt und dienten als Trainingsschanzen für den Skinachwuchs. Die vier Schanzen wurden 2017 abgebrochen und nur die Jugendschanze wurde durch einen Neubau ersetzt. Im drei Kilometer entfernten Kanzlersgrund befindet sich eine mit Matten belegte Doppelschanzenanlage (HS 140 und HS 96).